# Carl Zimmer (Publizist)

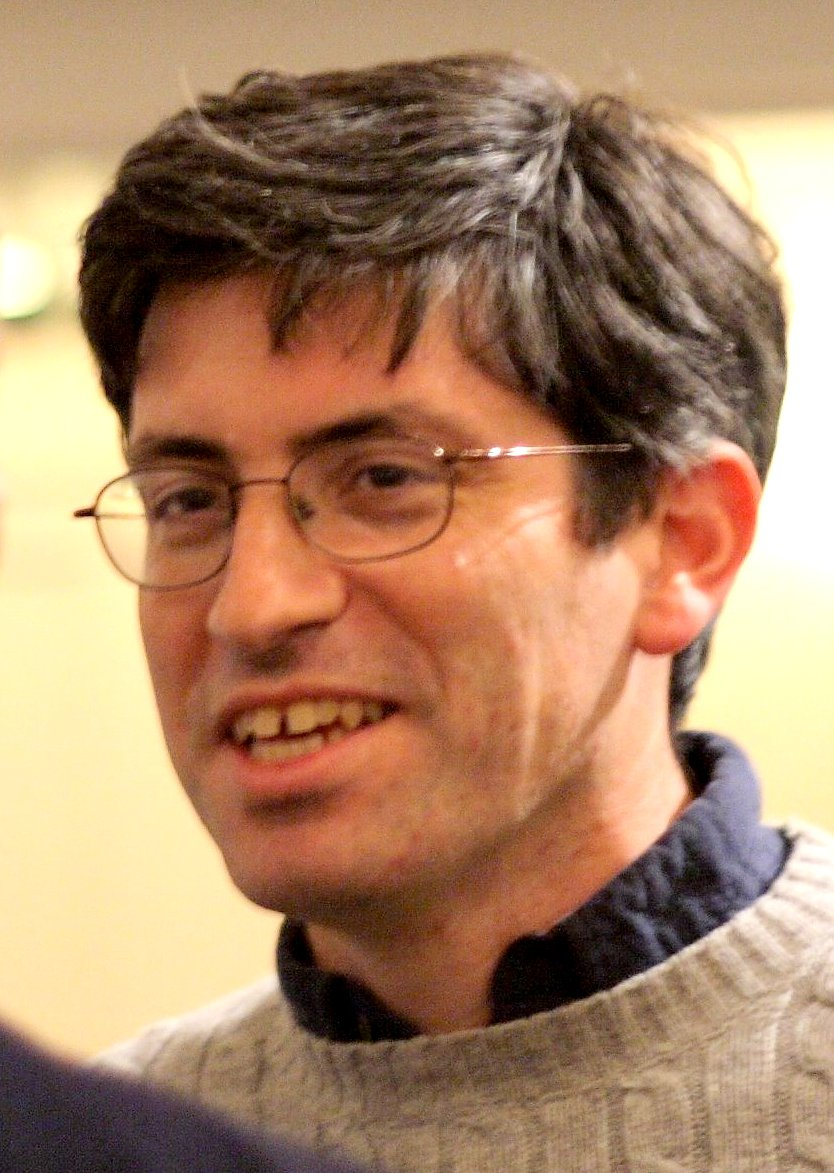
Carl Zimmer, 2007

Carl Zimmer (* 1966) ist ein US-amerikanischer Autor, Blogger und Journalist. Zimmer schreibt insbesondere wissenschaftliche Berichte über die Themenbereiche Evolution und Parasitismus.
Zimmer schrieb mehrere Sachbücher und verschiedene Artikel von ihm wurden in US-amerikanischen Zeitungen wie beispielsweise The New York Times und Discover veröffentlicht. Zimmer ist ein Fellow am Yale Universitys Morse College. Er lebt mit seiner Ehefrau Grace Farrell Zimmer und den beiden gemeinsamen Kindern in Guilford, Connecticut. Der Vater von Carl Zimmer war Dick Zimmer, ein republikanischer Abgeordneter aus New Jersey, der von 1991 bis 1997 im US-amerikanischen Kongress saß. Sein Bruder Benjamin Zimmer ist als Linguist tätig.

## Werke (Auswahl)
- At the Water's Edge, 1999, ISBN 0-684-85623-9.
  - Die Quelle des Lebens: von Darwin, Dinos und Delphinen, dt. von Andrea Voss, Wien. München: Deuticke 1999. ISBN 3-216-30403-5
- Parasite Rex, 2001, ISBN 0-7432-0011-X.
  - Parasitus Rex: die bizarre Welt der gefährlichsten Geschöpfe der Natur, dt. von Monika Curths, Frankfurt am Main: Umschau/Braus 2001. ISBN 3-8295-7502-5.
- Evolution: The Triumph of an Idea, 2001, ISBN 0-06-019906-7.
- Soul Made Flesh, 2004, ISBN 0-7432-3038-8.
- Smithsonian Intimate Guide to Human Origins, 2005, ISBN 0-06-082961-3.
  - Woher kommen wir? - die Ursprünge des Menschen, dt. von Sebastian Vogel, München, Heidelberg: Elsevier, Spektrum, Akad. Verlag 2006. ISBN 3-8274-1787-2.
- Microcosm: E. coli and the New Science of Life, 2008, ISBN 0-375-42430-X.
- The Tangled Bank: An Introduction to Evolution, 2009, ISBN 0-9815194-7-4.
- Brain Cuttings, 2010, (Amazon Kindle E-book)
- A Planet of Viruses, 2011, ISBN 0-226-98335-8.
- Science Ink: Tattoos of the Science Obsessed, 2011, ISBN 978-1402783609.
- Life’s Edge: The Search for What It Means to Be Alive. Picador, New York 2021, ISBN 978-1-5290-6941-9.

## Auszeichnungen und Ehrungen (Auswahl)
- American Association for the Advancement of Science's 2004[1]
- The Pan American Health Organization's Award for Excellence in International Health Reporting
- American Institute Biological Science's Media Award
- Everett Clark Award for Science Writing
- John Guggenheim Memorial Foundation Fellowship
- United States National Academy of Sciences Communication Award
- Benennung eines Asteroiden nach ihm: (212073) Carlzimmer